# Грубелич, Марко
Ма́рко Гру́белич (серб. Марко Грубелић; род. 23 сентября 1980, Белград) — сербский футболист, защитник.

## Биография

### Клубная карьера
Начал профессиональную карьеру в клубе «Земун». После играл за «Милиционар» и «Раднички» из Обреноваца. С 2002 года по 2006 год выступал за столичный «Рад».
Зимой 2006 года перешёл в донецкий «Металлург». В чемпионате Украины дебютировал 5 марта 2006 года в матче против харьковского «Металлиста» (2:0). В июне 2006 года отправился в годичную аренду в алчевскую «Сталь». Тогда главным тренером был голландский специалист Тон Канен. По итогам сезона 2006/07 «Сталь» заняла последние 16 место и вылетела в Первую лигу. А Марко Грубелич вернулся в «Металлург». Летом 2008 года покинул «Металлург». Всего за «Металлург» провёл 24 матча в чемпионате Украины и 3 матча в Кубке Украины. Сейчас игрок клуба «Бежания». В апреле 2010 года перешёл на правах аренды в «Волгарь-Газпром», в состав которого был заявлен 7 апреля.

### Карьера в сборной
Выступал за юношескую сборную Сербии и Черногории. Провёл 3 матча за молодёжную сборную Сербии и Черногории.

## Личная жизнь
Его отец — строитель, мать — работает в банке. Старший брат также банкир. Марко женат на Марии, у них двое детей сын Вука и дочь Элену.